# Anicetus howardi
Anicetus howardi är en stekelart som beskrevs av Hayat, Alam och Agarwal 1975. Anicetus howardi ingår i släktet Anicetus och familjen sköldlussteklar. Inga underarter finns listade i Catalogue of Life.